# La Rouvière
Pour le grand ensemble, voir La Rouvière (Marseille).
Pour les articles homonymes, voir Rouvière.
La Rouvière, Ecclesia Sancti-Martini de la Roveria (cartulaire de Notre-Dame de Nîmes, chapitre 176) en 1108, est une commune française située dans le centre du département du Gard, en région Occitanie.
Exposée à un climat méditerranéen, elle est drainée par le ruisseau de la Braune, le Pierrau, le Rouvégade et par deux autres cours d'eau. Incluse dans les gorges du Gardon, la commune possède un patrimoine naturel remarquable composé d'une zone naturelle d'intérêt écologique, faunistique et floristique.
La Rouvière est une commune urbaine qui compte 664 habitants en 2022, après avoir connu une forte hausse de la population depuis 1975. Elle fait partie de l'aire d'attraction de Nîmes. Ses habitants sont appelés les Rouviérois ou  Rouviéroises.

## Géographie
| Montignargues | Saint-Geniès-de-Malgoirès |             |
| Saint-Bauzély | La Rouvière               | La Calmette |
| Gajan         | Nîmes                     |             |

La Rouvière est l'une des 79 communes membres du schéma de cohérence territoriale (SCOT) du Sud du Gard (voir lien) et fait également partie des 41 communes du Pays Garrigues Costières.

### Climat
Pour des articles plus généraux, voir Climat de l'Occitanie et Climat du Gard.
En 2010, le climat de la commune est de type climat méditerranéen franc, selon une étude s'appuyant sur une série de données couvrant la période 1971-2000. En 2020, Météo-France publie une typologie des climats de la France métropolitaine dans laquelle la commune est exposée à un climat méditerranéen et est dans la région climatique Provence, Languedoc-Roussillon, caractérisée par une pluviométrie faible en été, un très bon ensoleillement (2 600 h/an), un été chaud (21,5 °C), un air très sec en été, sec en toutes saisons, des vents forts (fréquence de 40 à 50 % de vents > 5 m/s) et peu de brouillards.
Pour la période 1971-2000, la température annuelle moyenne est de 14 °C, avec une amplitude thermique annuelle de 17 °C. Le cumul annuel moyen de précipitations est de 823 mm, avec 6,5 jours de précipitations en janvier et 3 jours en juillet. Pour la période 1991-2020, la température moyenne annuelle observée sur la station météorologique installée sur la commune est de 14,5 °C et le cumul annuel moyen de précipitations est de 914,4 mm,. Pour l'avenir, les paramètres climatiques de la commune estimés pour 2050 selon différents scénarios d’émission de gaz à effet de serre sont consultables sur un site dédié publié par Météo-France en novembre 2022.
| Mois                                  | jan.           | fév.          | mars           | avril         | mai            | juin          | jui.          | août          | sep.          | oct.            | nov.          | déc.             | année      |
| ------------------------------------- | -------------- | ------------- | -------------- | ------------- | -------------- | ------------- | ------------- | ------------- | ------------- | --------------- | ------------- | ---------------- | ---------- |
| Température minimale moyenne (°C)     | 1,4            | 1,4           | 4              | 6,8           | 10,4           | 13,9          | 16,3          | 16            | 12,4          | 9,7             | 5,2           | 2                | 8,3        |
| Température moyenne (°C)              | 6,4            | 7,2           | 10,5           | 13,2          | 16,9           | 21            | 23,8          | 23,6          | 19,2          | 15,2            | 10,1          | 6,9              | 14,5       |
| Température maximale moyenne (°C)     | 11,3           | 13            | 16,9           | 19,6          | 23,5           | 28,1          | 31,2          | 31,1          | 26,1          | 20,7            | 15            | 11,7             | 20,7       |
| Record de froid (°C) date du record   | −11 16.01.1987 | −9,2 24.02.05 | −11,4 02.03.05 | −3,9 08.04.21 | 0,2 05.05.1991 | 4 09.06.06    | 8,2 17.07.00  | 6 30.08.1986  | 3 29.09.1993  | −3,5 31.10.1997 | −8 24.11.1998 | −10,6 14.12.1991 | −11,4 2005 |
| Record de chaleur (°C) date du record | 22,3 30.01.13  | 25,7 28.02.19 | 27,9 31.03.12  | 31,2 29.04.05 | 35,8 28.05.01  | 43,9 28.06.19 | 40,7 15.07.22 | 43,4 23.08.23 | 36,6 04.09.16 | 31,7 08.10.23   | 24,7 15.11.15 | 21 30.12.21      | 43,9 2019  |
| Précipitations (mm)                   | 77,9           | 47,3          | 58,5           | 79,4          | 63,7           | 48,9          | 31,3          | 48,9          | 141           | 126,4           | 120,8         | 70,3             | 914,4      |

### Milieux naturels et biodiversité

#### Espaces protégés
La protection réglementaire est le mode d’intervention le plus fort pour préserver des espaces naturels remarquables et leur biodiversité associée,.
La commune fait partie de la zone de transition des gorges du Gardon, un territoire d'une superficie de 23 800 ha reconnu réserve de biosphère par l'UNESCO en 2015 pour l'importante biodiversité qui la caractérise, mariant garrigues, plaines agricoles et yeuseraies,.

#### Zones naturelles d'intérêt écologique, faunistique et floristique

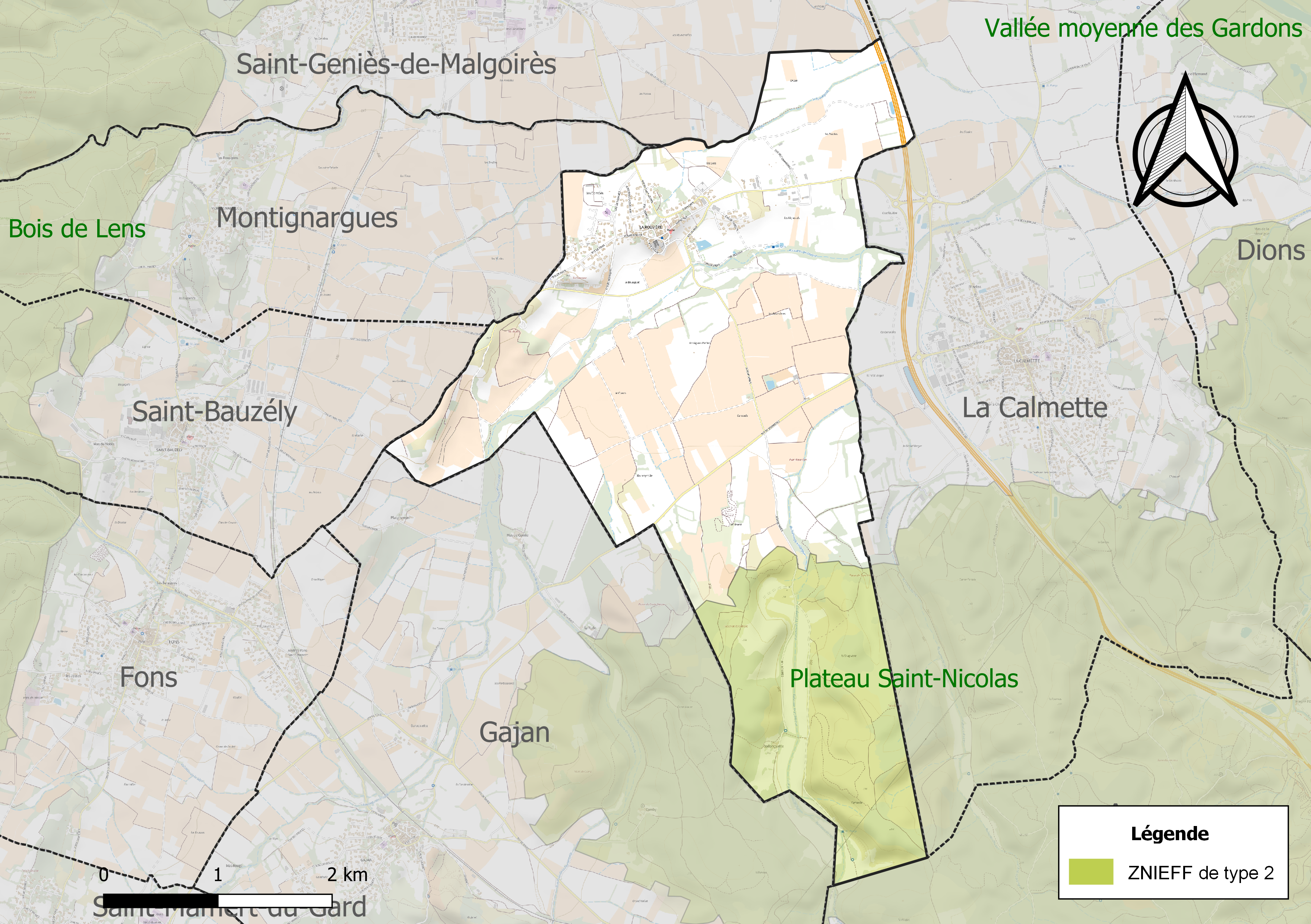
Carte de la ZNIEFF de type 2 localisée sur la commune.

L’inventaire des zones naturelles d'intérêt écologique, faunistique et floristique (ZNIEFF) a pour objectif de réaliser une couverture des zones les plus intéressantes sur le plan écologique, essentiellement dans la perspective d’améliorer la connaissance du patrimoine naturel national et de fournir aux différents décideurs un outil d’aide à la prise en compte de l’environnement dans l’aménagement du territoire.
Une ZNIEFF de type 2 est recensée sur la commune :
le « plateau Saint-Nicolas » (15 838 ha), couvrant 16 communes du département.

## Urbanisme

### Typologie
Au 1er janvier 2024, La Rouvière est catégorisée petite ville, selon la nouvelle grille communale de densité à sept niveaux définie par l'Insee en 2022.
Elle est située hors unité urbaine. Par ailleurs la commune fait partie de l'aire d'attraction de Nîmes, dont elle est une commune de la couronne,. Cette aire, qui regroupe 92 communes, est catégorisée dans les aires de 200 000 à moins de 700 000 habitants,.

### Occupation des sols
L'occupation des sols de la commune, telle qu'elle ressort de la base de données européenne d’occupation biophysique des sols Corine Land Cover (CLC), est marquée par l'importance des territoires agricoles (79,3 % en 2018), en augmentation par rapport à 1990 (77,6 %). La répartition détaillée en 2018 est la suivante : 
cultures permanentes (37,8 %), prairies (34,3 %), milieux à végétation arbustive et/ou herbacée (11,6 %), zones agricoles hétérogènes (7,2 %), forêts (5,5 %), zones urbanisées (3,6 %). L'évolution de l’occupation des sols de la commune et de ses infrastructures peut être observée sur les différentes représentations cartographiques du territoire : la carte de Cassini (XVIIIe siècle), la carte d'état-major (1820-1866) et les cartes ou photos aériennes de l'IGN pour la période actuelle (1950 à aujourd'hui).

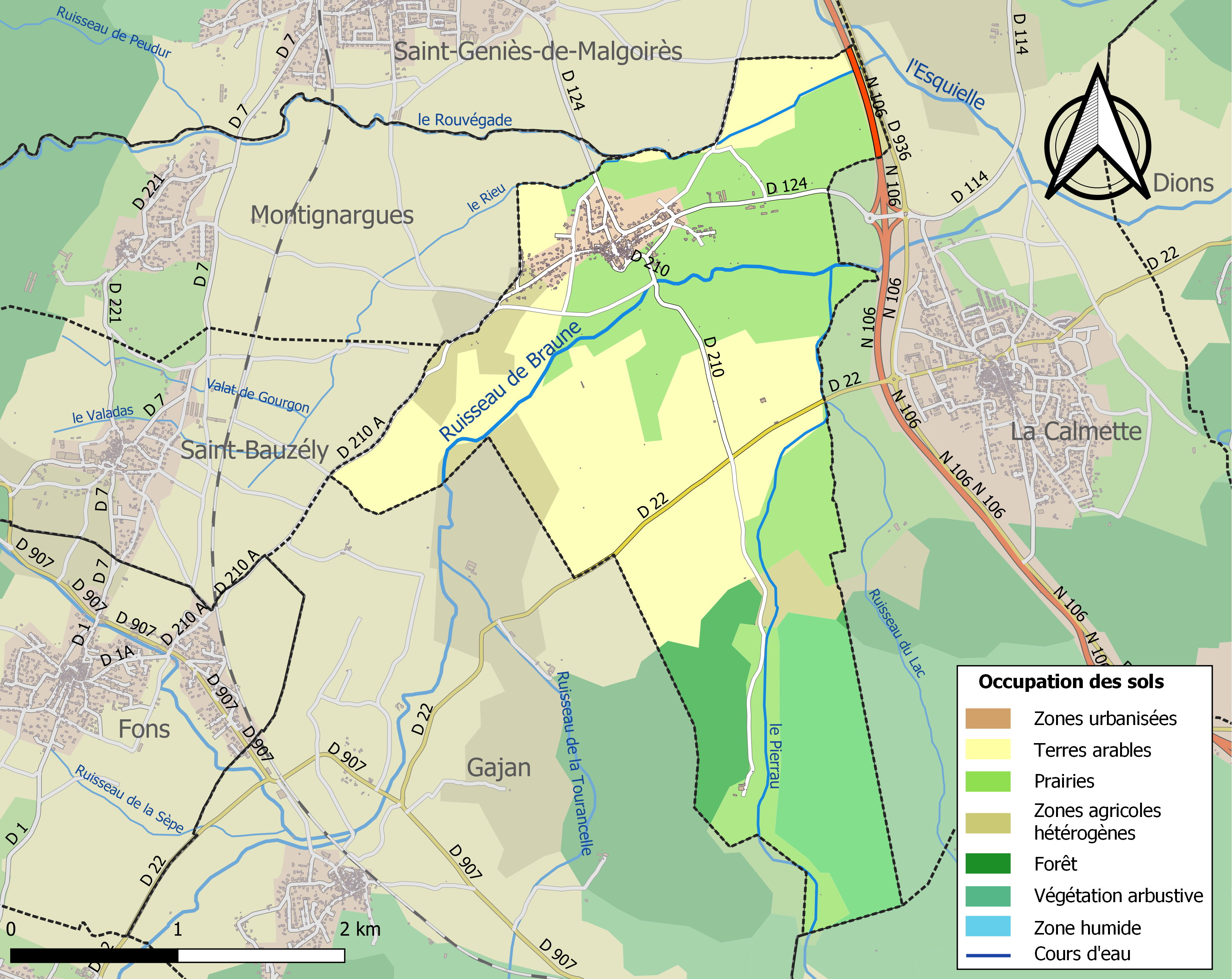
Carte des infrastructures et de l'occupation des sols de la commune en 2018 (CLC).

### Risques majeurs
Le territoire de la commune de La Rouvière est vulnérable à différents aléas naturels : météorologiques (tempête, orage, neige, grand froid, canicule ou sécheresse), inondations, feux de forêts, mouvements de terrains et séisme (sismicité faible). Il est également exposé à un risque technologique, le transport de matières dangereuses. Un site publié par le BRGM permet d'évaluer simplement et rapidement les risques d'un bien localisé soit par son adresse soit par le numéro de sa parcelle.

#### Risques naturels
Certaines parties du territoire communal sont susceptibles d’être affectées par le risque d’inondation par débordement de cours d'eau et par une crue torrentielle ou à montée rapide de cours d'eau, notamment le ruisseau de Braune. La commune a été reconnue en état de catastrophe naturelle au titre des dommages causés par les inondations et coulées de boue survenues en 1982, 1988, 1994, 2001, 2002, 2005 et 2014,.

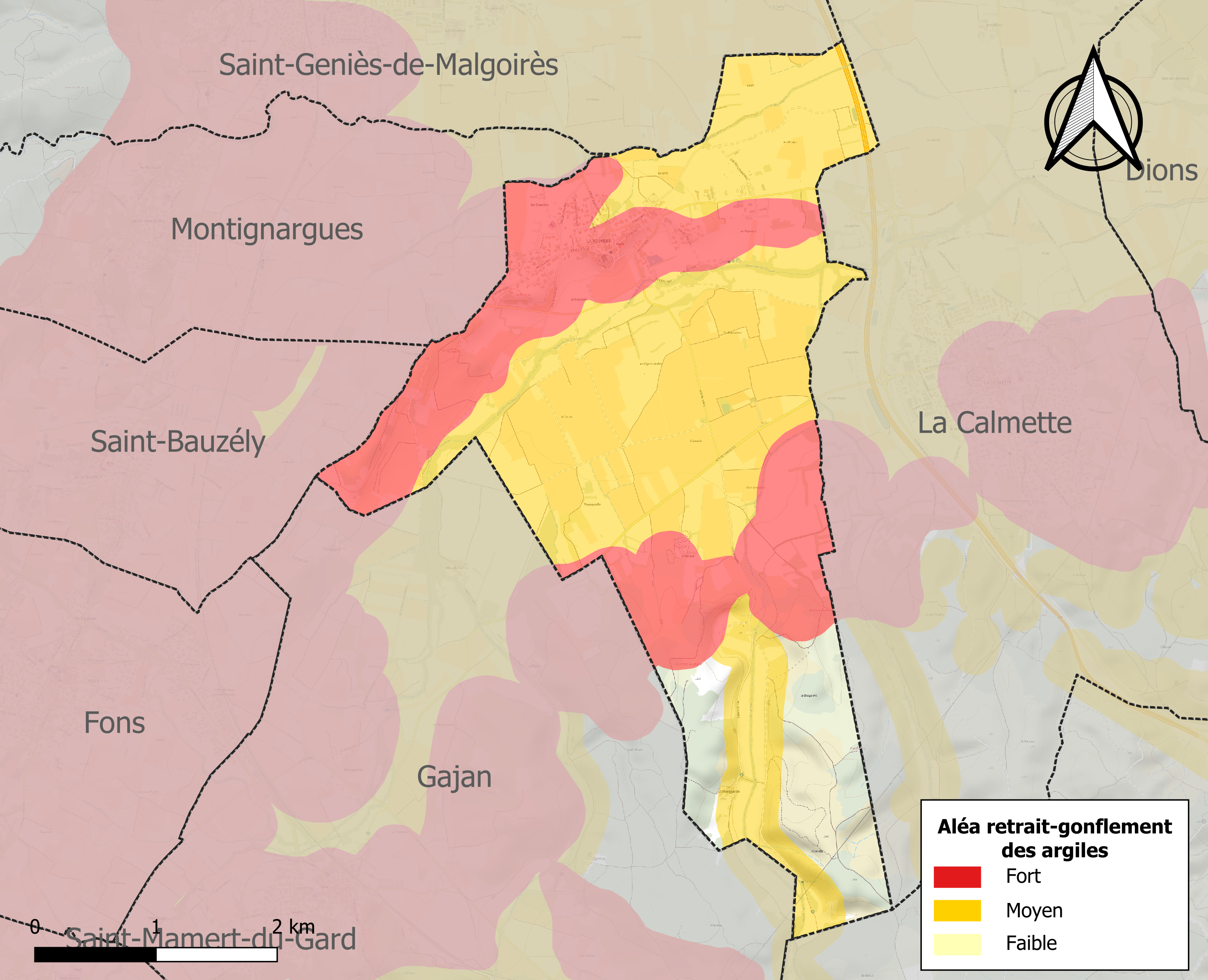
Carte des zones d'aléa retrait-gonflement des sols argileux de La Rouvière.

La commune est vulnérable au risque de mouvements de terrains constitué principalement du retrait-gonflement des sols argileux. Cet aléa est susceptible d'engendrer des dommages importants aux bâtiments en cas d’alternance de périodes de sécheresse et de pluie. 87,5 % de la superficie communale est en aléa moyen ou fort (67,5 % au niveau départemental et 48,5 % au niveau national). Sur les 232 bâtiments dénombrés sur la commune en 2019, 232 sont en aléa moyen ou fort, soit 100 %, à comparer aux 90 % au niveau départemental et 54 % au niveau national. Une cartographie de l'exposition du territoire national au retrait gonflement des sols argileux est disponible sur le site du BRGM,.
Par ailleurs, afin de mieux appréhender le risque d’affaissement de terrain, l'inventaire national des cavités souterraines permet de localiser celles situées sur la commune.

#### Risques technologiques
Le risque de transport de matières dangereuses sur la commune est lié à sa traversée par des infrastructures routières ou ferroviaires importantes ou la présence d'une canalisation de transport d'hydrocarbures. Un accident se produisant sur de telles infrastructures est en effet susceptible d’avoir des effets graves au bâti ou aux personnes jusqu’à 350 m, selon la nature du matériau transporté. Des dispositions d’urbanisme peuvent être préconisées en conséquence.

## Toponymie

### Étymologie
De l'occitan rovièra (rouvraie, bois plantés de chênes), dérivé du latin robur (chêne) avec le suffixe -ariam. Ce toponyme a donné aussi sur le Gard un nom de famille très fréquent, y compris sur la commune.

## Histoire
En juin 2019, un village néolithique a été découvert par l’Inrap, à La Rouvière en pleine garrigue sur le site du Puech de la Cabane. L’Inrap a mis au jour un habitat datant de 2 500 ans avant Jésus-Christ, des tombes d’enfants à proximité des maisons ainsi qu’une série de caves creusées qui permettaient de conserver les aliments.
Mais la découverte exceptionnelle reste un menhir couché dans une cave : La carrière de Puech la Cabane

## Héraldique
| Blason de Rouvière (La) | Blason  | D'hermine à la fasce losangée d'or et de sable.  |
| Blason de Rouvière (La) | Détails | Le statut officiel du blason reste à déterminer. |

## Politique et administration

### Rattachements électoraux
Pour l'élection des députés, elle fait partie de la quatrième circonscription du Gard.

### Tendances politiques et résultats
| Période                                  | Période   | Identité           | Étiquette | Qualité                 |
| ---------------------------------------- | --------- | ------------------ | --------- | ----------------------- |
| mars 2001                                | 2008      | Jacques Bruguière  | DVD       |                         |
| mars 2008                                | Juin 2020 | Nicole PERRAU      | SE        | Professeure             |
| juin 2020                                | En cours  | Patrick de Gonzaga | SE        | cadre retraité d'Enédis |
| Les données manquantes sont à compléter. |           |                    |           |                         |

## Démographie
L'évolution du nombre d'habitants est connue à travers les recensements de la population effectués dans la commune depuis 1793. Pour les communes de moins de 10 000 habitants, une enquête de recensement portant sur toute la population est réalisée tous les cinq ans, les populations de référence des années intermédiaires étant quant à elles estimées par interpolation ou extrapolation. Pour la commune, le premier recensement exhaustif entrant dans le cadre du nouveau dispositif a été réalisé en 2007.

En 2022, la commune comptait 664 habitants, en évolution de +11,41 % par rapport à 2016 (Gard : +2,97 %, France hors Mayotte : +2,11 %).
| 1793 | 1800 | 1806 | 1821 | 1831 | 1836 | 1841 | 1846 | 1851 |
| ---- | ---- | ---- | ---- | ---- | ---- | ---- | ---- | ---- |
| 304  | 309  | 336  | 395  | 399  | 339  | 387  | 416  | 417  |

| 1856 | 1861 | 1866 | 1872 | 1876 | 1881 | 1886 | 1891 | 1896 |
| ---- | ---- | ---- | ---- | ---- | ---- | ---- | ---- | ---- |
| 447  | 410  | 383  | 340  | 298  | 256  | 313  | 264  | 256  |

| 1901 | 1906 | 1911 | 1921 | 1926 | 1931 | 1936 | 1946 | 1954 |
| ---- | ---- | ---- | ---- | ---- | ---- | ---- | ---- | ---- |
| 277  | 275  | 250  | 275  | 231  | 236  | 228  | 212  | 221  |

| 1962 | 1968 | 1975 | 1982 | 1990 | 1999 | 2006 | 2007 | 2012 |
| ---- | ---- | ---- | ---- | ---- | ---- | ---- | ---- | ---- |
| 213  | 205  | 201  | 268  | 353  | 495  | 558  | 567  | 578  |

| 2017 | 2022 | - | - | - | - | - | - | - |
| ---- | ---- | - | - | - | - | - | - | - |
| 598  | 664  | - | - | - | - | - | - | - |

## Économie

### Revenus
En 2018  (données Insee publiées en septembre 2021), la commune compte 253 ménages fiscaux, regroupant 600 personnes. La médiane du revenu disponible par unité de consommation est de 21 550 € (20 020 € dans le département).

### Emploi
|                | 2008   | 2013  | 2018 |
| -------------- | ------ | ----- | ---- |
| Commune        | 7,7 %  | 8,6 % | 10 % |
| Département    | 10,6 % | 12 %  | 12 % |
| France entière | 8,3 %  | 10 %  | 10 % |

En 2018, la population âgée de 15 à 64 ans s'élève à 390 personnes, parmi lesquelles on compte 76,3 % d'actifs (66,3 % ayant un emploi et 10 % de chômeurs) et 23,7 % d'inactifs,. En  2018, le taux de chômage communal (au sens du recensement) des 15-64 ans est inférieur à celui du département, mais supérieur à celui de la France, alors qu'en 2008 il était inférieur à celui de la France.
La commune fait partie de la couronne de l'aire d'attraction de Nîmes, du fait qu'au moins 15 % des actifs travaillent dans le pôle,. Elle compte 92 emplois en 2018, contre 84 en 2013 et 97 en 2008. Le nombre d'actifs ayant un emploi résidant dans la commune est de 261, soit un indicateur de concentration d'emploi de 35,4 % et un taux d'activité parmi les 15 ans ou plus de 61,1 %.
Sur ces 261 actifs de 15 ans ou plus ayant un emploi, 43 travaillent dans la commune, soit 17 % des habitants. Pour se rendre au travail, 96,4 % des habitants utilisent un véhicule personnel ou de fonction à quatre roues, 1,2 % les transports en commun, 0,8 % s'y rendent en deux-roues, à vélo ou à pied et 1,6 % n'ont pas besoin de transport (travail au domicile).

### Activités hors agriculture
47 établissements sont implantés  à la Rouvière au 31 décembre 2019. Le tableau ci-dessous en détaille le nombre par secteur d'activité et compare les ratios avec ceux du département,.
| Secteur d'activité                                                                                        | Commune | Commune | Département |
| Secteur d'activité                                                                                        | Nombre  | %       | %           |
| --- | ------- | ------- | ----------- |
| Ensemble                                                                                                  | 47      |         |             |
| Industrie manufacturière, industries extractives et autres                                                | 6       | 12,8 %  | (7,9 %)     |
| Construction                                                                                              | 8       | 17 %    | (15,5 %)    |
| Commerce de gros et de détail, transports, hébergement et restauration                                    | 15      | 31,9 %  | (30 %)      |
| Activités financières et d'assurance                                                                      | 2       | 4,3 %   | (3 %)       |
| Activités immobilières                                                                                    | 1       | 2,1 %   | (4,1 %)     |
| Activités spécialisées, scientifiques et techniques et activités de services administratifs et de soutien | 7       | 14,9 %  | (14,9 %)    |
| Administration publique, enseignement, santé humaine et action sociale                                    | 3       | 6,4 %   | (13,5 %)    |
| Autres activités de services                                                                              | 5       | 10,6 %  | (8,8 %)     |

Le secteur du commerce de gros et de détail, des transports, de l'hébergement et de la restauration est prépondérant sur la commune puisqu'il représente 31,9 % du nombre total d'établissements de la commune (15 sur les 47 entreprises implantées à  La Rouvière), contre 30 % au niveau départemental.

### Agriculture
|               | 1988 | 2000 | 2010 | 2020 |
| ------------- | ---- | ---- | ---- | ---- |
| Exploitations | 26   | 16   | 8    | 7    |
| SAU (ha)      | 252  | 215  | 116  | 351  |

La commune est dans les Garrigues, une petite région agricole occupant le centre du département du Gard. En 2020, l'orientation technico-économique de l'agriculture  sur la commune est la viticulture. Sept exploitations agricoles ayant leur siège dans la commune sont dénombrées lors du recensement agricole de 2020 (26 en 1988). La superficie agricole utilisée est de 351 ha,,.

## Culture locale et patrimoine

### Lieux et monuments
- Église Saint-Martin de La Rouvière.
- Temple de l'Église réformée de France de La Rouvière.